# ديسيرت شورز (كاليفورنيا)
ديسيرت شورز (بالإنجليزية: Desert Shores CDP, California)‏ هي منطقة سكنية تقع بولاية كاليفورنيا في الولايات المتحدة. تبلغ مساحتها 2.10 كم2، وترتفع عن سطح البحر -60 م، بلغ عدد سكانها 1,104 نسمة في عام 2010 حسب إحصاء مكتب تعداد الولايات المتحدة وتصل الكثافة السكانية فيها 525.7 نسمة لكل كيلومتر مربع (1,361.6/ميل2).

## التركيبة السكانية
حدّد مكتب تعداد الولايات المتحدة بيانات التركيبة السكانية لديسيرت شورز في تعداد الولايات المتحدة. في ما يلي، التركيبة السكانية حسب تعدادي 2000 و2010.

### تعداد عام 2000
بلغ عدد سكان ديسيرت شورز 792 نسمة بحسب تعداد عام 2000، وبلغ عدد الأسر 279 أسرة وعدد العائلات 181 عائلة مقيمة في المنطقة السكنية. في حين سجلت الكثافة السكانية 377.1 نسمة لكل كيلومتر مربع (976.7/ميل2). وبلغ عدد الوحدات السكنية 406 وحدة بمتوسط كثافة قدره 193.3 لكل كيلومتر مربع (500.6/ميل2).
وتوزع التركيب العرقي للمنطقة السكنية بنسبة 73.48% من البيض و1.39% من الأمريكيين الأفارقة و0.88% من الأمريكيين الأصليين و0.25% من الأمريكيين ذوي الأصول الآسيوية و21.09% من الأعراق الأخرى و2.90% من عرقين مختلطين أو أكثر و60.86% من الهسبانيون أو اللاتينيون من أي عرق.
بلغ عدد الأسر 279 أسرة كانت نسبة 31.2% منها لديها أطفال تحت سن الثامنة عشر تعيش معهم، وبلغت نسبة الأزواج القاطنين مع بعضهم البعض 50.5% من أصل المجموع الكلي للأسر، ونسبة 5.4% من الأسر كان لديها معيلات من الإناث دون وجود شريك،  بينما كانت نسبة 9% من الأسر لديها معيلون من الذكور دون وجود شريكة وكانت نسبة 35.1% من غير العائلات. تألفت نسبة 29% من أصل جميع الأسر من عدة أفراد يعيشون في نفس المنزل ونسبة 18.3% كانت تتألف من شخص يعيش بمفرده يبلغ من العمر 65 عاماً أو أكثر. وبلغ متوسط حجم الأسرة المعيشية 2.84، أما متوسط حجم العائلات فبلغ 3.60.
بلغ العمر الوسطي للسكان 36.8 عاماً. وكانت نسبة 26.9% من القاطنين تحت سن الثامنة عشر، وكانت نسبة 8.5% بين الثامنة عشر والرابعة والعشرين عاماً، ونسبة 25.4% كانت واقعةً في الفئة العمرية ما بين الخامسة والعشرين والرابعة والأربعين عاماً، ونسبة 18.8% كانت ما بين الخامسة والأربعين والرابعة والستين، ونسبة 20.5% كانت ضمن فئة الخامسة والستين عاماً فما فوق. يوجد لكل 100 أنثى 128.2 ذكر، ويوجد لكل 100 أنثى في الثامنة عشر من عمرها فما فوق 125.3 ذكر.
بلغ متوسط دخل الأسرة في المنطقة السكنية 24,712 دولارًا، أما متوسط دخل العائلة فبلغ 29,550 دولارًا. وكان متوسط دخل الذكور 26,176 دولارًا مقابل 19,375 دولارًا للإناث. وسجل دخل الفرد الخاص بالمنطقة السكنية 8,352 دولارًا. وكانت نسبة 12% من العائلات ونسبة 7.9% من السكان تحت خط الفقر، وكان من هؤلاء نسبة 0% تحت سن الثامنة عشر ونسبة 14.9% في الخامسة والستين من العمر وما فوق.

### تعداد عام 2010
بلغ عدد سكان ديسيرت شورز 1,104 نسمة بحسب تعداد عام 2010، وبلغ عدد الأسر 344 أسرة وعدد العائلات 245 عائلة مقيمة في المنطقة السكنية. في حين سجلت الكثافة السكانية 525.7 نسمة لكل كيلومتر مربع (1,361.6/ميل2). وبلغ عدد الوحدات السكنية 421 وحدة بمتوسط كثافة قدره 200.5 لكل كيلومتر مربع (519.3/ميل2).
وتوزع التركيب العرقي للمنطقة السكنية بنسبة 64.22% من البيض و0.72% من الأمريكيين الأفارقة و2.36% من الأمريكيين الأصليين و0.36% من الأمريكيين ذوي الأصول الآسيوية و0.09% من سكان جزر المحيط الهادئ و27.81% من الأعراق الأخرى و4.44% من عرقين مختلطين أو أكثر و76.81% من الهسبانيون أو اللاتينيون من أي عرق.
بلغ عدد الأسر 344 أسرة كانت نسبة 48.5% منها لديها أطفال تحت سن الثامنة عشر تعيش معهم، وبلغت نسبة الأزواج القاطنين مع بعضهم البعض 52.6% من أصل المجموع الكلي للأسر، ونسبة 10.8% من الأسر كان لديها معيلات من الإناث دون وجود شريك،  بينما كانت نسبة 7.8% من الأسر لديها معيلون من الذكور دون وجود شريكة وكانت نسبة 28.8% من غير العائلات. تألفت نسبة 23.3% من أصل جميع الأسر من عدة أفراد يعيشون في نفس المنزل ونسبة 12.2% كانت تتألف من شخص يعيش بمفرده يبلغ من العمر 65 عاماً أو أكثر. وبلغ متوسط حجم الأسرة المعيشية 3.21، أما متوسط حجم العائلات فبلغ 3.84.
بلغ العمر الوسطي للسكان 29.9 عاماً. وكانت نسبة 31.9% من القاطنين تحت سن الثامنة عشر، وكانت نسبة 11.2% بين الثامنة عشر والرابعة والعشرين عاماً، ونسبة 23.8% كانت واقعةً في الفئة العمرية ما بين الخامسة والعشرين والرابعة والأربعين عاماً، ونسبة 19.7% كانت ما بين الخامسة والأربعين والرابعة والستين، ونسبة 13.3% كانت ضمن فئة الخامسة والستين عاماً فما فوق. وتوزع التركيب الجنسي للسكان بنسبة 52.1% ذكور و47.9% إناث.